# La Patrona
La Patrona är en ort i Mexiko.   Den ligger i kommunen Huatusco och delstaten Veracruz, i den sydöstra delen av landet, 230 km öster om huvudstaden Mexico City. La Patrona ligger 1 171 meter över havet och antalet invånare är 354.
Terrängen runt La Patrona är kuperad, och sluttar österut. Runt La Patrona är det ganska tätbefolkat, med 248 invånare per kvadratkilometer. Närmaste större samhälle är Huatusco de Chicuellar, 3,8 km väster om La Patrona. I omgivningarna runt La Patrona växer i huvudsak städsegrön lövskog.